# First Division 1982-1983
La First Division 1982-1983 è stata la 84ª edizione della massima serie del campionato inglese di calcio, disputata tra il 27 agosto 1982 e il 14 maggio 1983 e concluso con la vittoria del Liverpool, al suo quattordicesimo titolo, il secondo consecutivo
Capocannoniere del torneo è stato Luther Blissett (Watford) con 27 reti.

## Stagione

### Novità
Al posto delle retrocesse Leeds Utd, Wolverhampton e Middlesbrough sono saliti dalla Second Division il Luton Town, il Watford (al suo primo campionato di massima serie) e il Norwich City.

### Avvenimenti
Vincendo le prime tre gare, il Manchester City divenne la prima squadra a prendere il comando solitario del campionato, poi emersero l'esordiente Watford, il Manchester Utd e i campioni in carica del Liverpool. Queste due squadre si contesero il primato della classifica fino alla tredicesima giornata, quando i Reds presero definitivamente il comando della classifica, avvicinandosi successivamente al titolo senza incontrare ostacoli. Nelle posizioni immediatamente successive avvenne una bagarre fra diverse squadre: inizialmente prevalse il Nottingham Forest, secondo al termine dell'anno solare, poi venne fuori il Manchester Utd che manterrà la seconda posizione per gran parte del girone di ritorno, sino all'emergere del Watford. La piazza d'onore sarà infine conquistata dagli Hornets, che all'ultima giornata sconfissero un Liverpool che già alla trentasettesima giornata aveva ratificato il proprio titolo.
Il Watford ebbe quindi la possibilità di esordire in Coppa UEFA, accompagnato dal Manchester Utd, dal Tottenham e dal Nottingham Forest; con la vittoria dei Red Devils nella finale di FA Cup programmata dieci giorni dopo la conclusione del campionato, la posizione rimasta vacante venne occupata dall'Aston Villa.
Assieme ai vincitori della Coppa del Galles del Swansea City e al Brighton, tagliate fuori dal discorso salvezza con una giornata di anticipo, retrocesse il Manchester City che dopo un buon inizio e un girone di andata concluso a centroclassifica, calò progressivamente nella tornata conclusiva sino a venir superato dal Luton Town vincitore dello scontro diretto in programma nell'ultima giornata.

## Squadre partecipanti
| Club              | Stagione | Città           | Stadio           | Stagione precedente                   |
| ----------------- | -------- | --------------- | ---------------- | ------------------------------------- |
| Arsenal           | dettagli | Londra          | Arsenal Stadium  | 5º posto in First Division            |
| Aston Villa       | dettagli | Birmingham      | Villa Park       | 11º posto in First Division           |
| Birmingham City   | dettagli | Birmingham      | St Andrew's      | 16º posto in First Division           |
| Brighton          | dettagli | Brighton & Hove | Goldstone Ground | 13º posto in First Division           |
| Coventry City     | dettagli | Coventry        | Highfield Road   | 14º posto in First Division           |
| Everton           | dettagli | Liverpool       | Goodison Park    | 8º posto in First Division            |
| Ipswich Town      | dettagli | Ipswich         | Portman Road     | 2º posto in First Division            |
| Liverpool         | dettagli | Liverpool       | Anfield          | 1º posto in First Division            |
| Luton Town        | dettagli | Luton           | Kenilworth Road  | 1º posto in Second Division, promosso |
| Manchester City   | dettagli | Manchester      | Maine Road       | 10º posto in First Division           |
| Manchester Utd    | dettagli | Manchester      | Old Trafford     | 3º posto in First Division            |
| Norwich City      | dettagli | Norwich         | Carrow Road      | 3º posto in Second Division, promosso |
| Nottingham Forest | dettagli | Nottingham      | City Ground      | 12º posto in First Division           |
| Notts County      | dettagli | Nottingham      | Meadow Lane      | 15º posto in First Division           |
| Southampton       | dettagli | Southampton     | The Dell         | 7º posto in First Division            |
| Stoke City        | dettagli | Stoke-on-Trent  | Victoria Ground  | 18º posto in First Division           |
| Sunderland        | dettagli | Sunderland      | Roker Park       | 19º posto in First Division           |
| Swansea City      | dettagli | Swansea         | Vetch Field      | 6º posto in First Division            |
| Tottenham         | dettagli | Londra          | White Hart Lane  | 4º posto in First Division            |
| Watford           | dettagli | Watford         | Vicarage Road    | 2º posto in Second Division, promosso |
| West Bromwich     | dettagli | West Bromwich   | The Hawthorns    | 17º posto in First Division           |
| West Ham Utd      | dettagli | Londra          | Boleyn Ground    | 9º posto in First Division            |

## Allenatori
Chiamato a guidare la nazionale inglese dopo l'eliminazione ai Mondiali di Spagna, Bobby Robson declinò una proposta di rinnovo del contratto con l'Ipswich Town, lasciando la guida al suo vice Bobby Ferguson. Debuttarono in massima serie Ron Wylie e Howard Wilkinson, rispettivamente chiamati a guidare il West Bromwich e del Notts County. e il tecnico del neopromosso Watford Graham Taylor, già in carica dal 1977.

### Allenatori e primatisti
| Club              | Allenatore                                 | Calciatore più presente                        | Cannoniere                   |
| ----------------- | ------------------------------------------ | ---------------------------------------------- | ---------------------------- |
| Arsenal           | Terry Neill                                | Brian Talbot (42)                              | Tony Woodcock (14)           |
| Aston Villa       | Tony Barton                                | Gordon Cowans (42)                             | Gary Shaw (17)               |
| Birmingham City   | Ron Saunders                               | Noel Blake (36)                                | Michael Ferguson (8)         |
| Brighton          | Mike Bailey (1ª-13ª) Jimmy Melia (14ª-42ª) | Gary Stevens (41)                              | Michael Robinson (7)         |
| Coventry City     | Dave Sexton                                | Gary Gillespie (42)                            | Steve Whitton (12)           |
| Everton           | Howard Kendall                             | Graeme Sharp (41)                              | Graeme Sharp (15)            |
| Ipswich Town      | Bobby Ferguson                             | Terry Butcher, Steve McCall, John Wark (42)    | John Wark (20)               |
| Liverpool         | Bob Paisley                                | 4 giocatori (42)                               | Ian Rush (24)                |
| Luton Town        | David Pleat                                | Ricky Hill (42)                                | Paul Walsh, Brian Stein (14) |
| Manchester City   | John Bond (1ª-25ª) John Benson (26ª-42ª)   | Kevin Bond, Ray Ranson, Kevin Reeves (40)      | David Cross (12)             |
| Manchester Utd    | Ron Atkinson                               | Michael Duxbury (42)                           | Frank Stapleton (14)         |
| Norwich City      | Ken Brown                                  | Paul Haylock, Chris Woods (42)                 | John Deehan (20)             |
| Nottingham Forest | Brian Clough                               | Ian Wallace (41)                               | Ian Wallace (13)             |
| Notts County      | Howard Wilkinson                           | Pedro Richards (42)                            | Iain McCulloch (10)          |
| Southampton       | Lawrie McMenemy                            | Chris Nicholl (42)                             | Danny Wallace (12)           |
| Stoke City        | Richie Barker                              | Paul Bracewell, Sam McIlroy, Mickey Tomas (41) | Mickey Tomas (11)            |
| Sunderland        | Alan Durban                                | Nick Pickering (39)                            | Gary Rowell (16)             |
| Swansea City      | John Toshack                               | Robbie James (41)                              | Bob Latchford (20)           |
| Tottenham         | Keith Burkinshaw                           | Ray Clemence (41)                              | Steve Archibald (11)         |
| Watford           | Graham Taylor                              | John Barnes, Wilf Rostron, Steve Sherwood (42) | Luther Blissett (27)         |
| West Bromwich     | Ron Wylie                                  | Romeo Zondervan (41)                           | Cyrille Regis (9)            |
| West Ham Utd      | John Lyall                                 | Paul Goddard (42)                              | Paul Goddard (10)            |

## Classifica finale
|        | Pos. | Squadra           | Pt | G  | V  | N  | P  | GF | GS | DR  |
| ------ | ---- | ----------------- | -- | -- | -- | -- | -- | -- | -- | --- |
| [ 17 ] | 1.   | Liverpool         | 82 | 42 | 24 | 10 | 8  | 87 | 37 | +50 |
|        | 2.   | Watford           | 71 | 42 | 22 | 5  | 15 | 74 | 57 | +17 |
| [ 18 ] | 3.   | Manchester Utd    | 70 | 42 | 19 | 13 | 10 | 56 | 38 | +18 |
|        | 4.   | Tottenham         | 69 | 42 | 20 | 9  | 13 | 65 | 50 | +15 |
|        | 5.   | Nottingham Forest | 69 | 42 | 20 | 9  | 13 | 62 | 50 | +12 |
|        | 6.   | Aston Villa       | 68 | 42 | 21 | 5  | 16 | 62 | 50 | +12 |
|        | 7.   | Everton           | 64 | 42 | 18 | 10 | 14 | 66 | 48 | +18 |
|        | 8.   | West Ham Utd      | 64 | 42 | 20 | 4  | 18 | 68 | 62 | +6  |
|        | 9.   | Ipswich Town      | 58 | 42 | 14 | 16 | 12 | 64 | 50 | +14 |
|        | 10.  | Arsenal           | 58 | 42 | 16 | 10 | 16 | 58 | 56 | +2  |
|        | 11.  | West Bromwich     | 57 | 42 | 15 | 12 | 15 | 51 | 49 | +2  |
|        | 12.  | Southampton       | 57 | 42 | 15 | 12 | 15 | 54 | 58 | -4  |
|        | 13.  | Stoke City        | 57 | 42 | 16 | 9  | 17 | 53 | 64 | -11 |
|        | 14.  | Norwich City      | 54 | 42 | 14 | 12 | 16 | 52 | 58 | -6  |
|        | 15.  | Notts County      | 52 | 42 | 15 | 7  | 20 | 55 | 71 | -16 |
|        | 16.  | Sunderland        | 50 | 42 | 12 | 14 | 16 | 48 | 61 | -13 |
|        | 17.  | Birmingham City   | 50 | 42 | 12 | 14 | 16 | 40 | 55 | -15 |
|        | 18.  | Luton Town        | 49 | 42 | 12 | 13 | 17 | 65 | 84 | -19 |
|        | 19.  | Coventry City     | 48 | 42 | 13 | 9  | 20 | 48 | 20 | -11 |
|        | 20.  | Manchester City   | 47 | 42 | 13 | 8  | 21 | 47 | 70 | -23 |
| [ 19 ] | 21.  | Swansea City      | 41 | 42 | 10 | 11 | 21 | 51 | 69 | -18 |
|        | 22.  | Brighton          | 40 | 42 | 9  | 13 | 20 | 38 | 68 | -30 |

Legenda:
      Campione d'Inghilterra e ammessa alla Coppa dei Campioni 1983-1984.
      Ammessa alla Coppa delle Coppe 1983-1984.
      Ammesse alla Coppa UEFA 1983-1984.
      Retrocesse in Second Division 1983-1984.
Regolamento:
Tre punti a vittoria, uno a pareggio, zero a sconfitta.
A parità di punti le squadre venivano classificate secondo la differenza reti.
Note:
Lo Swansea City si è qualificato alla Coppa UEFA 1983-1984 in quanto squadra vincitrice della Welsh Cup 1982-1983.

### Squadra campione
| Formazione tipo | Giocatori (presenze)  |
| --- | --------------------- |
| Grobbelaar Hansen Lawrenson Kennedy Neal Lee Whelan Johnston Souness Rush Dalglish                                  | Bruce Grobbelaar (42) |
| Grobbelaar Hansen Lawrenson Kennedy Neal Lee Whelan Johnston Souness Rush Dalglish                                  | Phil Neal (42)        |
| Grobbelaar Hansen Lawrenson Kennedy Neal Lee Whelan Johnston Souness Rush Dalglish                                  | Alan Kennedy (42)     |
| Grobbelaar Hansen Lawrenson Kennedy Neal Lee Whelan Johnston Souness Rush Dalglish                                  | Mark Lawrenson (40)   |
| Grobbelaar Hansen Lawrenson Kennedy Neal Lee Whelan Johnston Souness Rush Dalglish                                  | Alan Hansen (34)      |
| Grobbelaar Hansen Lawrenson Kennedy Neal Lee Whelan Johnston Souness Rush Dalglish                                  | Sammy Lee (41)        |
| Grobbelaar Hansen Lawrenson Kennedy Neal Lee Whelan Johnston Souness Rush Dalglish                                  | Ronnie Whelan (28)    |
| Grobbelaar Hansen Lawrenson Kennedy Neal Lee Whelan Johnston Souness Rush Dalglish                                  | Craig Johnston (34)   |
| Grobbelaar Hansen Lawrenson Kennedy Neal Lee Whelan Johnston Souness Rush Dalglish                                  | Graeme Souness (41)   |
| Grobbelaar Hansen Lawrenson Kennedy Neal Lee Whelan Johnston Souness Rush Dalglish                                  | Kenny Dalglish (42)   |
| Grobbelaar Hansen Lawrenson Kennedy Neal Lee Whelan Johnston Souness Rush Dalglish                                  | Ian Rush (34)         |
| Altri giocatori: Phil Thompson (24), David Hodgson (23), David Fairclough (8), Steve Nicol (8), Terry McDermott (3) |                       |

## Risultati

### Tabellone
Fonte:
|                   | Ars  | Ast  | Bir  | Bri  | Cov  | Eve  | Ips  | Liv  | Lut  | MnC  | MnU  | Nor  | Nof  | Noc  | Sot  | Sto  | Sun  | Swa  | Tot  | Wat  | WBA  | WHU  |
| ----------------- | ---- | ---- | ---- | ---- | ---- | ---- | ---- | ---- | ---- | ---- | ---- | ---- | ---- | ---- | ---- | ---- | ---- | ---- | ---- | ---- | ---- | ---- |
| Arsenal           | –––– | 2-1  | 0-0  | 3-1  | 2-1  | 1-1  | 2-2  | 0-2  | 4-1  | 3-0  | 3-0  | 1-1  | 0-0  | 2-0  | 0-0  | 3-0  | 0-1  | 2-1  | 2-0  | 2-4  | 2-0  | 2-3  |
| Aston Villa       | 2-1  | –––– | 1-0  | 1-0  | 4-0  | 2-0  | 1-1  | 2-4  | 4-1  | 1-1  | 2-1  | 3-2  | 4-1  | 2-0  | 2-0  | 4-0  | 1-3  | 2-0  | 4-0  | 3-0  | 1-0  | 1-0  |
| Birmingham City   | 2-1  | 3-0  | –––– | 1-1  | 1-0  | 1-0  | 0-0  | 0-0  | 2-3  | 2-2  | 1-2  | 0-4  | 1-1  | 3-0  | 0-2  | 1-4  | 2-1  | 1-1  | 2-0  | 1-1  | 2-1  | 3-0  |
| Brighton          | 1-0  | 0-0  | 1-0  | –––– | 1-0  | 1-2  | 1-1  | 2-2  | 2-4  | 0-1  | 1-0  | 3-0  | 1-1  | 0-2  | 0-1  | 1-2  | 3-2  | 1-1  | 2-1  | 1-1  | 0-0  | 3-1  |
| Coventry City     | 0-2  | 0-0  | 0-1  | 2-0  | –––– | 4-2  | 1-1  | 0-0  | 4-2  | 4-0  | 3-0  | 2-0  | 1-2  | 1-0  | 1-0  | 2-0  | 1-0  | 0-0  | 1-1  | 0-1  | 0-1  | 2-4  |
| Everton           | 2-3  | 5-0  | 0-0  | 2-2  | 1-0  | –––– | 1-1  | 0-5  | 5-0  | 2-1  | 2-0  | 1-1  | 3-1  | 3-0  | 2-0  | 3-1  | 3-1  | 2-2  | 3-1  | 1-0  | 0-0  | 2-0  |
| Ipswich Town      | 0-1  | 1-2  | 3-1  | 2-0  | 1-1  | 0-2  | –––– | 1-0  | 3-0  | 1-0  | 1-1  | 2-3  | 2-0  | 0-0  | 2-1  | 2-3  | 4-1  | 3-1  | 1-2  | 3-1  | 6-1  | 1-2  |
| Liverpool         | 3-1  | 1-1  | 1-0  | 3-1  | 4-0  | 0-0  | 1-0  | –––– | 3-3  | 5-2  | 0-0  | 0-2  | 4-3  | 5-1  | 5-0  | 5-1  | 1-0  | 3-0  | 3-0  | 3-1  | 2-0  | 3-0  |
| Luton Town        | 2-2  | 2-1  | 3-1  | 5-0  | 1-2  | 1-5  | 1-1  | 1-3  | –––– | 3-1  | 1-1  | 0-1  | 0-2  | 5-3  | 3-3  | 0-0  | 1-3  | 3-1  | 1-1  | 1-0  | 0-0  | 0-2  |
| Manchester City   | 2-1  | 0-1  | 0-0  | 1-1  | 3-2  | 0-0  | 0-1  | 0-4  | 0-1  | –––– | 1-2  | 4-1  | 1-2  | 0-1  | 2-0  | 1-0  | 2-2  | 2-1  | 2-2  | 1-0  | 2-1  | 2-0  |
| Manchester Utd    | 0-0  | 3-1  | 3-0  | 1-1  | 3-0  | 2-1  | 3-1  | 1-1  | 3-0  | 2-2  | –––– | 3-0  | 2-0  | 4-0  | 1-1  | 1-0  | 0-0  | 2-1  | 1-0  | 2-0  | 0-0  | 2-1  |
| Norwich City      | 3-1  | 1-0  | 5-1  | 2-1  | 1-1  | 0-1  | 0-0  | 1-0  | 1-0  | 1-2  | 1-1  | –––– | 0-1  | 1-2  | 1-1  | 4-2  | 2-0  | 1-0  | 0-0  | 3-0  | 1-3  | 1-1  |
| Nottingham Forest | 3-0  | 1-2  | 1-1  | 4-0  | 4-2  | 2-0  | 2-1  | 1-0  | 0-1  | 3-0  | 0-3  | 2-2  | –––– | 2-1  | 1-2  | 1-0  | 0-0  | 2-1  | 2-2  | 2-0  | 0-0  | 1-0  |
| Notts County      | 1-0  | 4-1  | 0-0  | 1-0  | 5-1  | 1-0  | 0-6  | 1-2  | 1-1  | 1-0  | 3-2  | 2-2  | 3-2  | –––– | 1-2  | 4-0  | 0-1  | 0-0  | 3-0  | 3-2  | 2-1  | 1-2  |
| Southampton       | 2-2  | 1-0  | 0-1  | 0-0  | 1-1  | 3-2  | 0-1  | 3-2  | 2-2  | 4-1  | 0-1  | 4-0  | 1-1  | 1-0  | –––– | 1-0  | 2-0  | 2-1  | 1-2  | 1-4  | 4-1  | 3-0  |
| Stoke City        | 2-1  | 0-3  | 1-1  | 3-0  | 0-3  | 1-0  | 1-0  | 1-1  | 4-4  | 1-0  | 1-0  | 1-0  | 1-0  | 1-0  | 1-1  | –––– | 0-1  | 4-1  | 2-0  | 4-0  | 0-3  | 5-2  |
| Sunderland        | 3-0  | 2-0  | 1-2  | 1-1  | 2-1  | 2-1  | 2-3  | 0-0  | 1-1  | 3-2  | 0-0  | 4-1  | 0-1  | 1-1  | 1-1  | 2-2  | –––– | 1-1  | 0-1  | 2-2  | 1-1  | 1-0  |
| Swansea           | 1-2  | 2-1  | 0-0  | 1-2  | 2-1  | 0-3  | 1-1  | 0-3  | 2-0  | 4-1  | 0-0  | 4-0  | 0-3  | 2-0  | 3-2  | 1-1  | 3-0  | –––– | 2-0  | 1-3  | 2-1  | 1-5  |
| Tottenham         | 5-0  | 2-0  | 2-1  | 2-0  | 4-0  | 2-1  | 3-1  | 2-0  | 2-2  | 1-2  | 2-0  | 0-0  | 4-1  | 4-2  | 6-0  | 4-1  | 1-1  | 1-0  | –––– | 0-1  | 1-1  | 2-1  |
| Watford           | 2-1  | 2-1  | 2-1  | 4-1  | 0-0  | 2-0  | 2-1  | 2-1  | 5-2  | 2-0  | 0-1  | 2-2  | 1-3  | 5-3  | 2-0  | 1-0  | 8-0  | 2-1  | 0-1  | –––– | 3-0  | 2-1  |
| West Bromwich     | 0-0  | 1-0  | 2-0  | 5-0  | 2-0  | 2-2  | 4-1  | 0-1  | 1-0  | 0-2  | 3-1  | 1-0  | 2-1  | 2-2  | 1-0  | 1-1  | 3-0  | 3-3  | 0-1  | 1-3  | –––– | 1-2  |
| West Ham Utd      | 1-3  | 2-0  | 5-0  | 2-1  | 0-3  | 2-0  | 1-1  | 3-1  | 2-3  | 4-1  | 3-1  | 1-0  | 1-2  | 2-0  | 1-1  | 1-1  | 2-1  | 3-2  | 3-0  | 2-1  | 0-1  | –––– |

## Statistiche

### Squadre

#### Capoliste solitarie
Fonte:
|    | —— | —— | ——  | —— | —— | ——  | —— | —— | ——  | ——  | ——  | ——        | ——        | ——        | ——        | ——        | ——        | ——        | ——        | ——        | ——        | ——        | ——        | ——        | ——        | ——        | ——        | ——        | ——        | ——        | ——        | ——        | ——        | ——        | ——        | ——        | ——        | ——        | ——        | ——        | ——        | —— |  |
|    |    | MC | Liv |    | MU | Liv |    | MU | MU  | MU  |     | Liverpool | Liverpool | Liverpool | Liverpool | Liverpool | Liverpool | Liverpool | Liverpool | Liverpool | Liverpool | Liverpool | Liverpool | Liverpool | Liverpool | Liverpool | Liverpool | Liverpool | Liverpool | Liverpool | Liverpool | Liverpool | Liverpool | Liverpool | Liverpool | Liverpool | Liverpool | Liverpool | Liverpool | Liverpool | Liverpool |    |  |
|    |    |    |     |    |    |     |    |    |     |     |     |           |           |           |           |           |           |           |           |           |           |           |           |           |           |           |           |           |           |           |           |           |           |           |           |           |           |           |           |           |           |    |  |
|    |    |    |     |    |    |     |    |    |     |     |     |           |           |           |           |           |           |           |           |           |           |           |           |           |           |           |           |           |           |           |           |           |           |           |           |           |           |           |           |           |           |    |  |
| 1ª | 2ª | 3ª | 4ª  | 5ª | 6ª | 7ª  | 8ª | 9ª | 10ª | 11ª | 12ª | 13ª       | 14ª       | 15ª       | 16ª       | 17ª       | 18ª       | 19ª       | 20ª       | 21ª       | 22ª       | 23ª       | 24ª       | 25ª       | 26ª       | 27ª       | 28ª       | 29ª       | 30ª       | 31ª       | 32ª       | 33ª       | 34ª       | 35ª       | 36ª       | 37ª       | 38ª       | 39ª       | 40ª       | 41ª       | 42ª       |    |  |

#### Primati stagionali
- Maggior numero di vittorie: Liverpool (24)
- Minor numero di sconfitte: Liverpool (8)
- Migliore attacco: Liverpool (87)
- Miglior difesa: Liverpool (37)
- Miglior differenza reti: Liverpool (+50)
- Maggior numero di pareggi: Ipswich Town (16)
- Minor numero di pareggi: West Ham Utd (4)
- Maggior numero di sconfitte: Manchester City, Swansea City (21)
- Minor numero di vittorie: Brighton (9)
- Peggior attacco: Brighton (38)
- Peggior difesa: Luton Town (84)
- Peggior differenza reti: Calcio Brighton (-30)

### Individuali

#### Classifica marcatori
Fonte:
| Gol | Rigori |  | Giocatore       | Squadra                          |
| --- | ------ |  | --------------- | -------------------------------- |
| 27  | 5      |  | Luther Blissett | Watford                          |
| 24  |        |  | Ian Rush        | Liverpool                        |
| 20  |        |  | Bob Latchford   | Swansea City                     |
| 20  | 6      |  | John Deehan     | Norwich City                     |
| 20  |        |  | John Wark       | Ipswich Town                     |
| 18  |        |  | Kenny Dalglish  | Liverpool                        |
| 17  | 1      |  | Gary Shaw       | Aston Villa                      |
| 16  |        |  | Alan Brazil     | Ipswich Town (10), Tottenham (6) |
| 16  |        |  | Peter Withe     | Aston Villa                      |
| 16  | 2      |  | Gary Rowell     | Sunderland                       |
| 15  | 4      |  | Graeme Sharp    | Everton                          |
| 14  |        |  | Paul Walsh      | Luton Town                       |
| 14  |        |  | Frank Stapleton | Manchester Utd                   |
| 14  |        |  | Tony Woodcock   | Arsenal                          |
| 14  | 1      |  | Brian Stein     | Luton Town                       |